# Sichów Mały
Sichów Mały – wieś w Polsce położona w województwie świętokrzyskim, w powiecie staszowskim, w gminie Rytwiany.
W latach 1975–1998 miejscowość administracyjnie należała do województwa tarnobrzeskiego.
W miejscowości od 1928 roku działa Ochotnicza Straż Pożarna.

## Dawne części wsi – obiekty fizjograficzne
W latach 70. XX wieku przyporządkowano i opracowano spis lokalnych części integralnych dla Sichowa Małego:

### Nazwy części wsi
1. Czerwona Gajówka
2. Gęsia
3. Nadleśnictwo
4. Pod Leśnictwem
5. Warszawska

### Nazwy obiektów fizjograficznych
1. Baranówka – pole
2. Borek – las
3. Brodek – pole, łąka
4. Granice – pole
5. Koło Kłodzkiej Drogi – las
6. Koło Nowej Połanieckiej – las
7. Koło Starej Połanieckiej – las
8. Olszynki – łąka leśna, krzaki
9. Pod Stawami – las
10. Pod Wzorami – las
11. Podłęcze – łąka, krzaki
12. Poręby – pole
13. Wąsosz – łąka, bagno, krzaki
14. Wydmy – pole
15. Wyprawisko – pole, łąka
16. Zarośle – pole
17. Żeberko – las